# Hydra (ö)

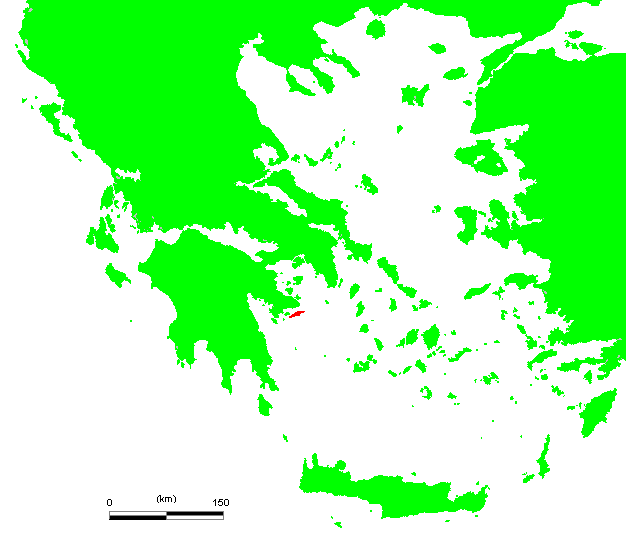
Lägeskarta

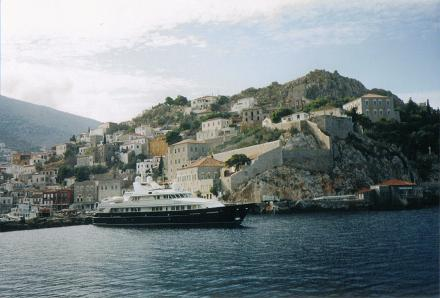
Ön Hydra

Hydra, Ydra, är en ö i Egeiska havet mellan Saroniska bukten och Argolisbukten i kommunen Dimos Hydra. Hydra är långsträckt och bergigt, och åtskiljs från Peloponnesos av ett smalt sund. Invånarantalet uppgick år 2001 till 2 719 personer.
Hydra trafikeras regelbundet av färjor från Pireus och Nafplion på Peloponnesos. Eftersom motorfordon inte är tillåtna på ön sker de många transporter med åsnor, men då gångavstånden på den bebyggda delen av ön är små tar de flesta sig fram till fots.
Huvudorten består av en halvcirkelformad hamn omgiven av en krans av restauranger, affärer och hotell. Lokalbefolkningen bor kring de branta stengatorna som leder bort från hamnen. Dricksvatten saknas på ön och allt vatten transporteras med båt från fastlandet. Större delen av ön består av torra, steniga kullar, i princip obefolkade förutom enstaka bondgårdar och två mycket isolerade ortodoxa kloster.

## Historia
Hydra skall från början ha tillhört staden Hermione, som var belägen på fastlandet gentemot ön. Ön erövrades enligt Herodotos av sjörövare från Samos, som sedermera överlämnade den till staden Troizen.
Under 1400- och 1500-talet befolkades Hydra av albanska flyktingar, som på grund av öns ofruktbarhet tvingades att huvudsakligen ägna sig åt handel och sjöfart samt inom kort vann rykte som de skickligaste sjömännen på Medelhavet. Under det grekiska frihetskriget (1821–29) utmärkte sig hydrioterna framför andra greker genom tapperhet och patriotisk offervillighet. I synnerhet gjorde deras till krigsmarin omskapade handelsflotta viktiga tjänster. De utrustade ensamma 100 fartyg med 2 000 kanoner, och flera sjöhjältar kom ur deras led, bland andra Andreas Miaoulis och Lazaros Konduriotis. Men genom kriget tillintetgjordes även öns välstånd. 1813 skall invånarantalet ha varit 40 000 personer, men 1896 var det endast 7 116. 

## Kända invånare
- Leonard Cohen, Axel Jensen och Göran Tunström (i samma umgängeskrets under 1960-talet)